# Diego Camacho (Tennisspieler)
Diego Camacho (* 21. Mai 1983 in Santa Cruz de la Sierra) ist ein ehemaliger bolivianischer Tennisspieler.

## Werdegang
Camacho konnte sich nie auf einer höheren Profiebene wie etwa der ATP Challenger Tour durchsetzen. Auch für Grand-Slam-Turniere hatte er sich nie qualifiziert.
Er nahm aufgrund einer Tripartite-Einladung im Jahr 2000 an den Olympischen Spielen in Sydney teil. In der ersten Runde der Einzelkonkurrenz traf er dabei auf den US-Amerikaner Jeff Tarango, dem er klar mit 0:6, 1:6 unterlegen war.
Camacho bestritt zwischen 2001 und 2008 zudem insgesamt 14 Begegnungen für die bolivianische Davis-Cup-Mannschaft. Dabei ist seine Einzelbilanz mit 4:5 negativ, seine Doppelbilanz mit 5:5 ausgeglichen.